# Дилга
Дилга (рум. Dâlga) — село у повіті Келераш в Румунії. Входить до складу комуни Дор-Мерунт.
Село розташоване на відстані 77 км на схід від Бухареста, 33 км на північний захід від Келераші, 128 км на захід від Констанци, 132 км на південний захід від Галаца.

## Населення
За даними перепису населення 2002 року у селі проживали 923 особи. Рідною мовою 922 особи (99,9%) назвали румунську.
Національний склад населення села:
| Національність | Кількість осіб | Відсоток |
| -------------- | -------------- | -------- |
| румуни         | 911            | 98,7%    |
| цигани         | 11             | 1,2%     |